# صوتيات هوائية

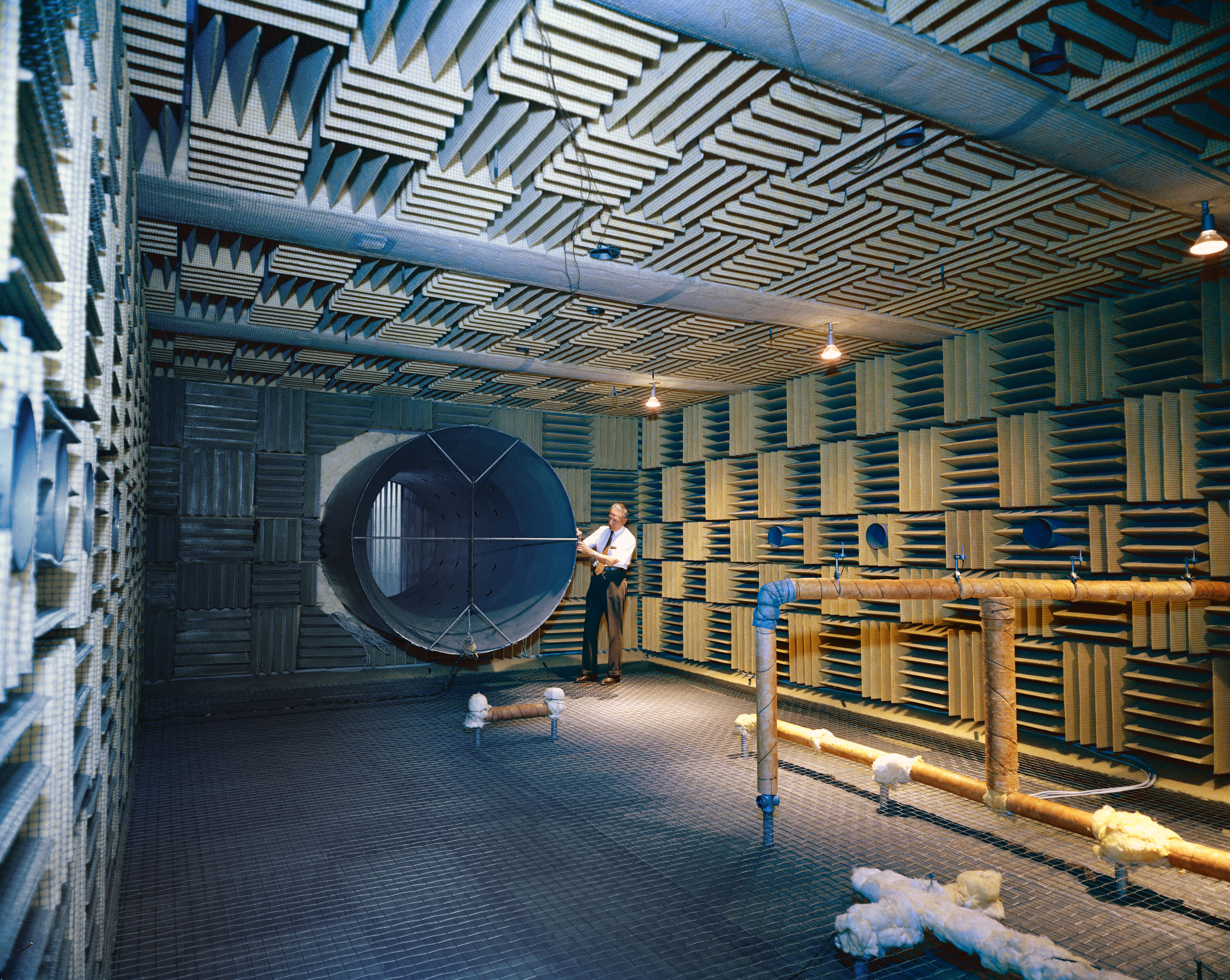
الغرفة عديمة الصدى

 الصوتيات الهوائية (بالإنجليزية: Aeroacoustics)‏ هو فرع من فروع علم الصوت يدرس توليد الضوضاء إماعن طريق حركة السوائل المضطربة أو القوى الديناميكية الهوائية التي تتفاعل مع الأسطح. يمكن أيضًا أن يرتبط توليد الضوضاء بتدفقات متغيرة بشكل دوري. ومن الأمثلة البارزة على هذه الظاهرة النغمات الإ يولية التي تنتجها الرياح التي تهب على الأشياء الثابتة

.

## نبذة
لانه لا توجد نظرية علمية كاملة لتوليد الضوضاء عن طريق التدفقات الهوائية، إلا أن معظم التحليل الصوتي الهوائي العملي يعتمد على ما يسمى القياس الصوتي الجوي ،  اقترحه السير جيمس لايتيل في الخمسينيات من القرن الماضي أثناء وجوده في جامعة مانشستر. حيث يتم إجبار المعادلات المتحكمة بحركة المائع في شكل يذكرنا بمعادلة الموجة للصوت «الكلاسيكي» (أي الخطي) في الجانب الأيسر مع وجود المصطلحات المتبقية كمصادر في الجانب الأيمن- جانب اليد.

## تاريخ
يمكن القول أن النظام الحديث للعلوم الجوية نشأ مع أول نشر لـمعادلة لايتيل Lighthill  في أوائل الخمسينيات من القرن الماضي، عندما بدأ وضع الضجيج المرتبطة بالمحرك النفاث تحت الفحص العلمي.

## معادلة لايتيل
لايتهيل  ترتيبها في معادلات نافييه-ستوكس، التي تحكم تدفق من انضغاط اللزج السائل، إلى غير متجانسة معادلة الموجة، مما يجعل وجود صلة بين ميكانيكا السوائل والصوتيات. يُطلق على هذا غالبًا «تشبيه Lighthill» لأنه يقدم نموذجًا للمجال الصوتي لا يعتمد، بالمعنى الدقيق للكلمة، على فيزياء الضجيج أو الضوضاء الناتجة عن التدفق / المتولدة، بل على تشبيه كيفية تمثيلها من خلال الحكم معادلات سائل مضغوط.
المعادلة الأولى للفائدة هي حفظ معادلة الكتلة، التي تقرأ
{\displaystyle {\frac {\partial \rho }{\partial t}}+\nabla \cdot \left(\rho \mathbf {v} \right)={\frac {D\rho }{Dt}}+\rho \nabla \cdot \mathbf {v} =0,}
حيث {\displaystyle \rho } و {\displaystyle \mathbf {v} } تمثل كثافة وسرعة السائل، والتي تعتمد على المكان والزمان، و {\displaystyle D/Dt} هو المشتق الجوهري.
التالي هو الحفاظ على معادلة الزخم، والتي أعطيت من قبل
{\displaystyle {\rho }{\frac {\partial \mathbf {v} }{\partial t}}+{\rho (\mathbf {v} \cdot \nabla )\mathbf {v} }=-\nabla p+\nabla \cdot \sigma ,}
أين {\displaystyle p} هو الضغط الديناميكي الحراري، و {\displaystyle \sigma } هو الجزء اللزج (أو الذي لا يمكن تتبعه) من موتر الإجهاد من معادلات نافييه-ستوكس.
الآن، نضرب حفظ معادلة الكتلة بـ {\displaystyle \mathbf {v} } وإضافته إلى الحفاظ على معادلة الزخم يعطي
{\displaystyle {\frac {\partial }{\partial t}}\left(\rho \mathbf {v} \right)+\nabla \cdot (\rho \mathbf {v} \otimes \mathbf {v} )=-\nabla p+\nabla \cdot \sigma .}
لاحظ أن {\displaystyle \mathbf {v} \otimes \mathbf {v} } هو موتر (انظر أيضًا منتج موتر). التفريق بين حفظ معادلة الكتلة فيما يتعلق بالوقت، مع أخذ الاختلاف في المعادلة الأخيرة وطرح الأخيرة من الأولى، نصل إلى
{\displaystyle {\frac {\partial ^{2}\rho }{\partial t^{2}}}-\nabla ^{2}p+\nabla \cdot \nabla \cdot \sigma =\nabla \cdot \nabla \cdot (\rho \mathbf {v} \otimes \mathbf {v} ).}
طرح {\displaystyle c_{0}^{2}\nabla ^{2}\rho } ، أين {\displaystyle c_{0}} هي سرعة الصوت في الوسط في حالة توازنه (أو الهدوء)، من كلا طرفي المعادلة الأخيرة وإعادة ترتيبها ينتج عنه
{\displaystyle {\frac {\partial ^{2}\rho }{\partial t^{2}}}-c_{0}^{2}\nabla ^{2}\rho =\nabla \cdot \left[\nabla \cdot (\rho \mathbf {v} \otimes \mathbf {v} )-\nabla \cdot \sigma +\nabla p-c_{0}^{2}\nabla \rho \right],}
وهو ما يعادل
{\displaystyle {\frac {\partial ^{2}\rho }{\partial t^{2}}}-c_{0}^{2}\nabla ^{2}\rho =(\nabla \otimes \nabla ):\left[\rho \mathbf {v} \otimes \mathbf {v} -\sigma +(p-c_{0}^{2}\rho )\mathbb {I} \right],}
أين {\displaystyle \mathbb {I} } هو موتر الهوية، و {\displaystyle :} يشير إلى عامل انكماش الموتر (المزدوج).
المعادلة أعلاه هي معادلة Lighthill الشهيرة الخاصة بالصوتيات الهوائية. إنها معادلة موجة بمصطلح مصدر على الجانب الأيمن، أي معادلة موجة غير متجانسة. وسيطة «عامل التباعد المزدوج» على الجانب الأيمن من المعادلة الأخيرة، أي {\displaystyle \rho \mathbf {v} \otimes \mathbf {v} -\sigma +(p-c_{0}^{2}\rho )\mathbb {I} } ، هو ما يسمى موتر الإجهاد لاضطراب Lighthill للمجال الصوتي ، ويشار إليه عادة بواسطة {\displaystyle T} .
باستخدام تدوين أينشتاين، يمكن كتابة معادلة لايتيل على شكل
{\displaystyle {\frac {\partial ^{2}\rho }{\partial t^{2}}}-c_{0}^{2}\nabla ^{2}\rho ={\frac {\partial ^{2}T_{ij}}{\partial x_{i}\partial x_{j}}},\quad (*)}
أين
{\displaystyle T_{ij}=\rho v_{i}v_{j}-\sigma _{ij}+(p-c_{0}^{2}\rho )\delta _{ij},}
و {\displaystyle \delta _{ij}} هي دلتا كرونيكر. كل من مصطلحات المصدر الصوتي، أي المصطلحات في {\displaystyle T_{ij}} ، قد تلعب دورًا مهمًا في توليد الضوضاء اعتمادًا على ظروف التدفق المعتبرة. {\displaystyle \rho v_{i}v_{j}} يصف الحمل الحراري غير المستقر للتدفق (أو إجهاد رينولدز، الذي طوره أوزبورن رينولدز)، {\displaystyle \sigma _{ij}} يصف الصوت الناتج عن اللزوجة، و {\displaystyle (p-c_{0}^{2}\rho )\delta _{ij}} يصف عمليات التوليد الصوتية غير الخطية.
في الممارسة العملية، من المعتاد إهمال تأثيرات اللزوجة على السائل، أي يأخذها المرء {\displaystyle \sigma =0} ، لأنه من المقبول عمومًا أن تأثيرات هذا الأخير على توليد الضوضاء، في معظم الحالات، هي أوامر من حيث الحجم أصغر من تلك الناتجة عن الشروط الأخرى. يوفر Lighthill  مناقشة متعمقة لهذه المسألة.
في الدراسات الصوتية الهوائية، يتم بذل جهود نظرية وحسابية لحل مصطلحات المصدر الصوتي في معادلة Lighthill من أجل الإدلاء ببيانات تتعلق بآليات توليد الضوضاء الديناميكية الهوائية ذات الصلة الموجودة.
أخيرًا، من المهم أن ندرك أن معادلة Lighthill دقيقة بمعنى أنه لم يتم إجراء أي تقديرات تقريبية من أي نوع في اشتقاقها.

## معادلات النموذج ذات الصلة
في النص الكلاسيكي على ميكانيكا الموائع، لانداو ويفشيتز  اشتقاق معادلة مماثلة aeroacoustic لفي ايتهيل (أي معادلة للصوت التي تم إنشاؤها بواسطة «مضطربة» حركة السوائل)، ولكن ل تدفق غير قابل للإنضغاط ل inviscid السوائل. معادلة الموجة غير المتجانسة التي حصلوا عليها هي للضغط {\displaystyle p} بدلا من الكثافة {\displaystyle \rho } من السائل. علاوة على ذلك، على عكس معادلة Lighthill ، فإن معادلة لانداو و Lifshitz ليست دقيقة. إنه تقريب.
إذا كان على المرء أن يسمح بإجراء تقديرات تقريبية، فإن الطريقة الأبسط (دون الافتراض بالضرورة أن السائل غير قابل للضغط) للحصول على تقريب لمعادلة Lighthill هي افتراض أن {\displaystyle p-p_{0}=c_{0}^{2}(\rho -\rho _{0})} ، أين {\displaystyle \rho _{0}} و {\displaystyle p_{0}} هي الكثافة (المميزة) وضغط السائل في حالة توازنه. ثم، عند استبدال العلاقة المفترضة بين الضغط والكثافة في {\displaystyle (*)\,} نحصل على المعادلة (للسائل غير السائل، σ = 0)
{\displaystyle {\frac {1}{c_{0}^{2}}}{\frac {\partial ^{2}p}{\partial t^{2}}}-\nabla ^{2}p={\frac {\partial ^{2}{\tilde {T}}_{ij}}{\partial x_{i}\partial x_{j}}},\quad {\text{where}}\quad {\tilde {T}}_{ij}=\rho v_{i}v_{j}.}
وللحالة التي يكون فيها السائل غير قابل للضغط بالفعل، أي {\displaystyle \rho =\rho _{0}} (لبعض الثوابت الموجبة {\displaystyle \rho _{0}}) في كل مكان، ثم نحصل بالضبط على المعادلة الواردة في لانداو و Lifshitz ،  وهي
{\displaystyle {\frac {1}{c_{0}^{2}}}{\frac {\partial ^{2}p}{\partial t^{2}}}-\nabla ^{2}p=\rho _{0}{\frac {\partial ^{2}{\hat {T}}_{ij}}{\partial x_{i}\partial x_{j}}},\quad {\text{where}}\quad {\hat {T}}_{ij}=v_{i}v_{j}.}
تقريب مماثل [في سياق المعادلة {\displaystyle (*)\,} ]، يسمى {\displaystyle T\approx \rho _{0}{\hat {T}}} ، اقترحه Lighthill  [انظر المعادلة. (7) في الورقة الأخيرة].
بالطبع، قد يتساءل المرء عما إذا كان لدينا ما يبرر افتراض ذلك {\displaystyle p-p_{0}=c_{0}^{2}(\rho -\rho _{0})} . الإجابة بالإيجاب، إذا كان التدفق يلبي بعض الافتراضات الأساسية. على وجه الخصوص، إذا {\displaystyle \rho \ll \rho _{0}} و {\displaystyle p\ll p_{0}} ، ثم تأتي العلاقة المفترضة مباشرة من النظرية الخطية للموجات الصوتية (انظر، على سبيل المثال، معادلات أويلر الخطية ومعادلة الموجة الصوتية). في الواقع، العلاقة التقريبية بين {\displaystyle p} و {\displaystyle \rho } التي افترضناها هي مجرد تقريب خطي لمعادلة باروتروبيك العامة لحالة السائل.
ومع ذلك، حتى بعد المداولات أعلاه، لا يزال من غير الواضح ما إذا كان هناك ما يبرر استخدام علاقة خطية بطبيعتها لتبسيط معادلة الموجة غير الخطية. ومع ذلك، فهي ممارسة شائعة جدًا في الصوتيات غير الخطية كما توضح الكتب المدرسية حول هذا الموضوع: على سبيل المثال، Naugolnykh و Ostrovsky  وهاملتون ومورفي.

## روابط خارجية
- MJ Lighthill ، «على الصوت المولّد بالديناميكا الهوائية. I. النظرية العامة،» Proc. R. Soc. لوند. أ 211 (1952) ص. 564-587. هذه المقالة على JSTOR .
- MJ Lighthill ، «على الصوت المولّد بالديناميكا الهوائية. ثانيًا. الاضطراب كمصدر للصوت،» بروك. R. Soc. لوند. أ 222 (1954) ص. 1–32. هذه المقالة على JSTOR .
- LD Landau و EM Lifshitz ، ميكانيكا الموائع 2ed. Course of Theoretical Physics vol. 6، بتروورث-هاينمان (1987) §75.(ردمك 0-7506-2767-0) ، معاينة من أمازون .
- K. Naugolnykh and L. Ostrovsky، Nonlinear Wave Processes in Acoustics ، Cambridge Texts in Applied Mathematics vol. 9، مطبعة جامعة كامبريدج (1998) الفصل. 1.(ردمك 0-521-39984-X)رقم ISBN 0-521-39984-X ، معاينة من Google .
- إم إف هاميلتون وسي إل مورفي، «معادلات نموذجية،» الصوتيات اللاخطية ، محرران. إم إف هاميلتون ودي تي بلاكستوك، مطبعة أكاديمية (1998) الفصل. 3.(ردمك 0-12-321860-8)رقم ISBN 0-12-321860-8 معاينة من Google .
- Aeroacoustics في جامعة ميسيسيبي
- الصوتيات الهوائية في جامعة لوفين
- المجلة الدولية للصوتيات الهوائية
- أمثلة في علم الصوتيات الهوائية من وكالة ناسا نسخة محفوظة 2016-03-04 على موقع واي باك مشين.
- Aeroacoustics.info